# Piruauna
Piruauna is een kevergeslacht uit de familie van de boktorren (Cerambycidae). De wetenschappelijke naam van het geslacht werd voor het eerst geldig gepubliceerd in 1998 door Galileo & Martins.

## Soorten
Piruauna omvat de volgende soorten:
- Piruauna pulchra Martins, Galileo & Limeira-de-Oliveira, 2009
- Piruauna tuberosa Galileo & Martins, 1998